# Gabriel Bibron
Gabriel Bibron (1806 - 1848) va ser un zoòleg francès. Va classificar diverses espècies de rèptils amb André Marie Constant Duméril.
Va ser empleat del Museu d'Història Natural de Paris, donada la seva bona formació, fou l'encarregat de realitzar les col·leccions de Vertebrats d'Itàlia i de Sicília. Va col·laborar notablement en el tractat Erpétologie générale (1834-1854) d'André Marie Constant Duméril. Duméril es consagrà principalment a la construcció dels gèneres, mentre Bibron ho feu en la creació de les espècies. Es relacionà amb col·legues estrangers com Thomas Bell i John Edward Gray. Va contraure la tuberculosi, abandonà el seu càrrec el 1845 i es retirà a Saint-Alban, on hi morí als 42 anys.
L'abreviatura Bibron s'utilitza per indicar a Gabriel Bibron com a autoritat en la descripció i taxonomia en zoologia.

## Algunes publicacions
- Traité élémentaire d'histoire naturelle, (4. Aufl., Paris 1830
- Ichthyologie analytique (1856)
- Erpétologie analytique (1860, 2 Bde., die erste systematische Beschreibung aller bekannten Reptilien)